# 燕麦
燕麦（学名：Avena sativa）一称皮燕麦。为禾本科早熟禾亚科燕麦属植物，是人類的主食之一，常製成燕麥片、大燕麥片販售，大燕麥片也常作為家畜的飼料。燕麥是高營養成份的食物，定期食用時可以降低血液中的膽固醇。
燕麦中所含的燕麦球蛋白（Avenin，是類似小麦中麥膠蛋白的成份）會讓少部份人有乳糜瀉症狀。而燕麦在製造過程也常會混合到少量含有麸质的穀類，例如小麦及大麥。燕麥含有植酸攝取過量會影響鈣、鐵、鎂的吸收，為骨質疏鬆症、貧血患者應注意的產品，加工製品單位熱量遠高於米飯，糊化後升糖指數（GI值）亦會增加。

## 形态特征
一年生草本；根系发达，秆直立光滑，叶鞘光滑或被有微毛，叶舌大，没有叶耳，叶片扁平；圆锥花序，穗轴直立或下垂，向四周开展，小穗柄弯曲下垂；颖宽大草质，外稃坚硬无毛，有或无芒；颖果腹面具有纵沟，被有稀疏茸毛；成熟时内外稃紧抱子粒，不容易分离，这与莜麦（裸燕麦）不同。

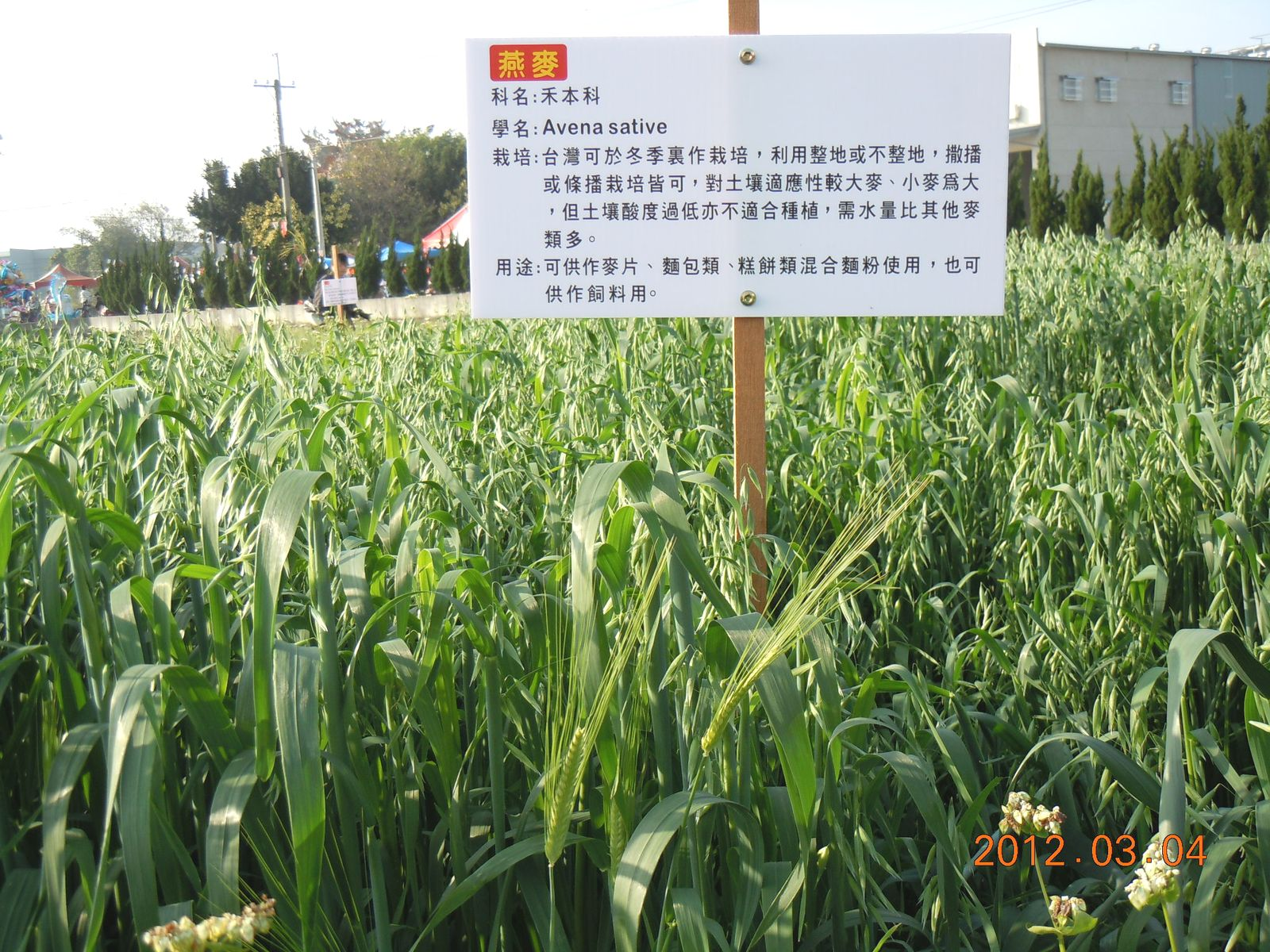
燕麥
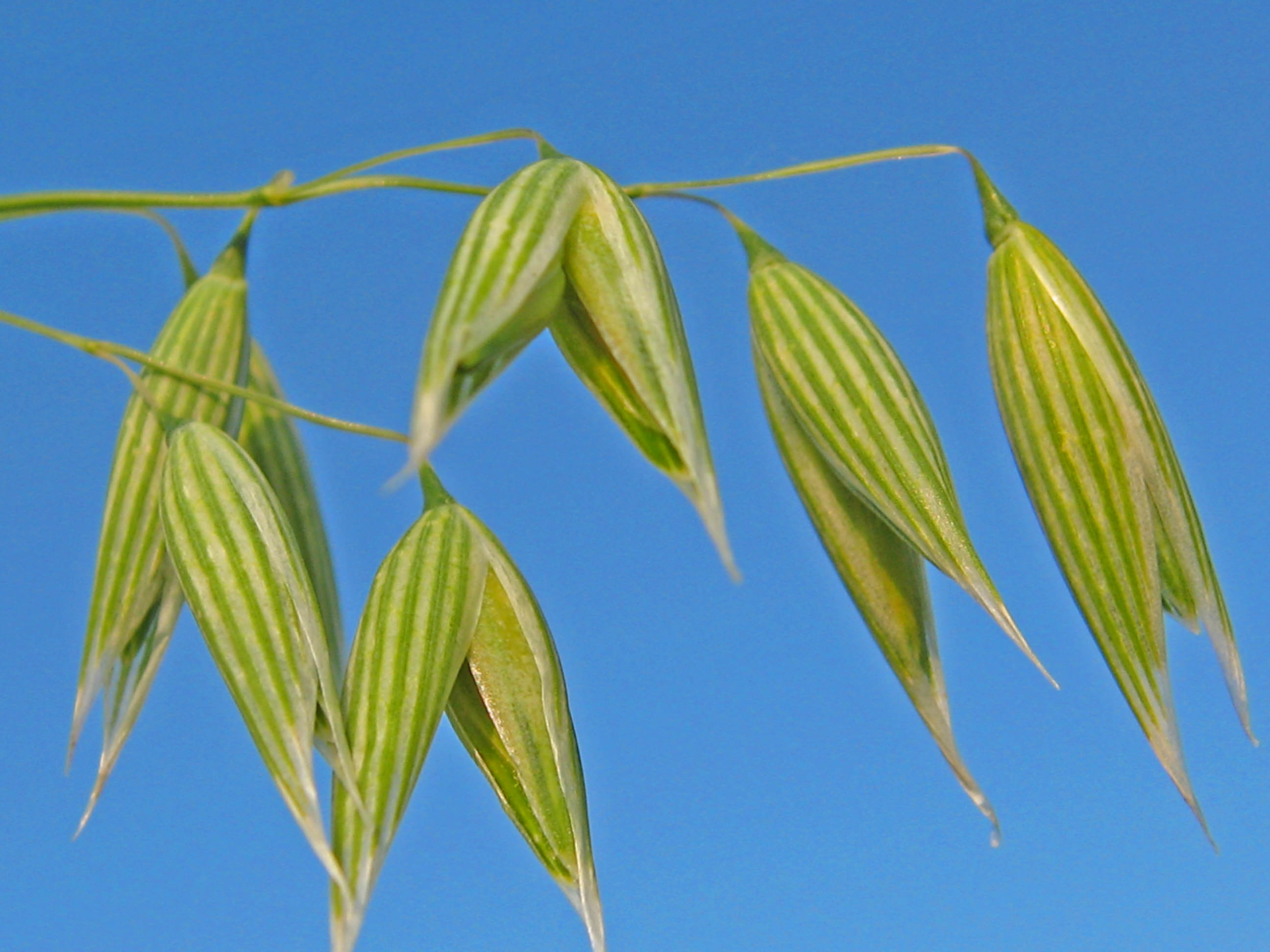
小花
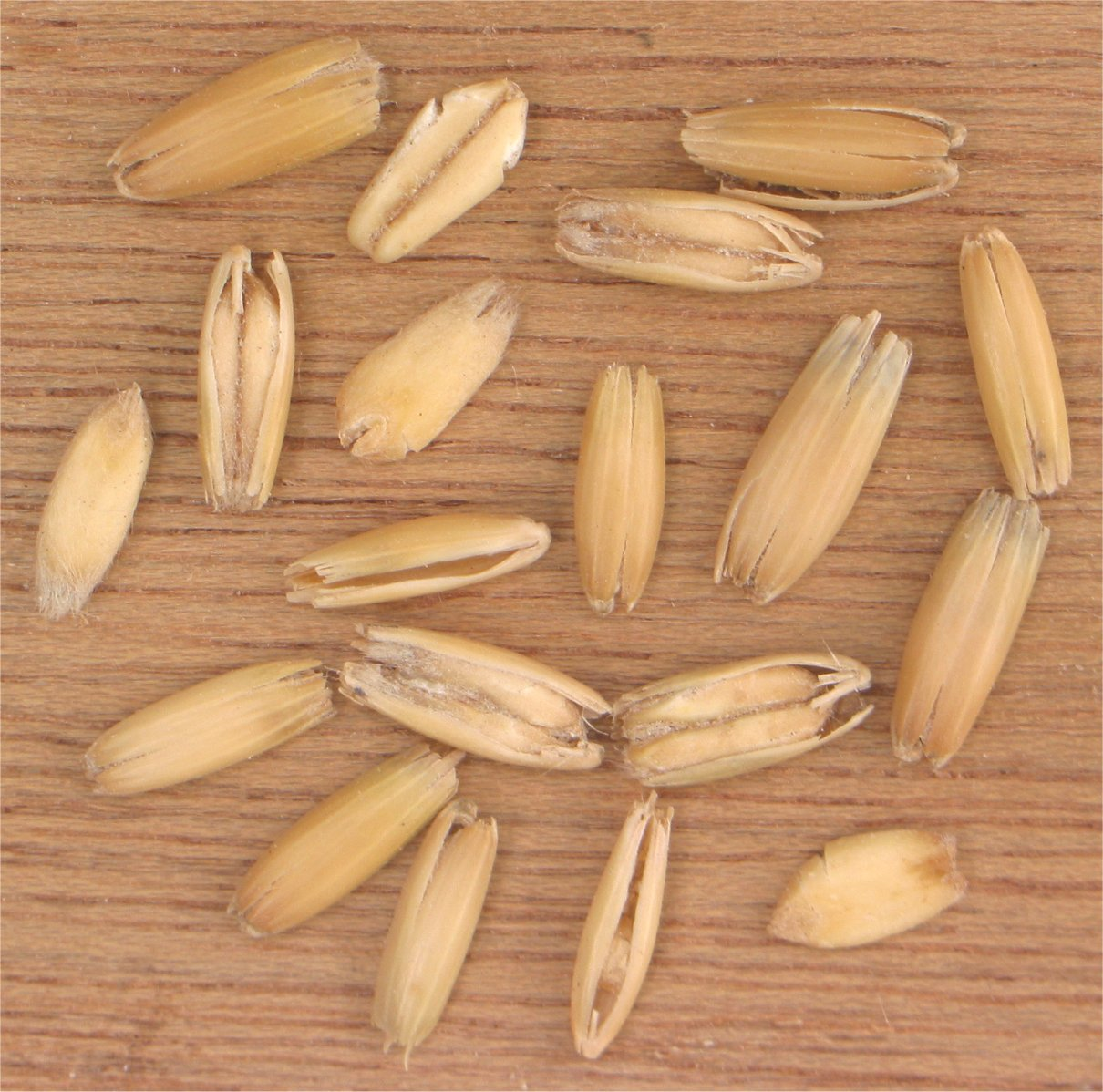
穀粒

## 名称
一般认为“燕麦”之名是因为其果实形似燕子的尾羽。另外，日语中还将燕麦或野燕麦称为乌鸦麦/乌麦（カラスムギ）。

## 种植
| 主要燕麦生产国——2014年 （百萬公吨） | 主要燕麦生产国——2014年 （百萬公吨） |
| ----------------------------------- | ----------------------------------- |
| 俄羅斯                              | 5.3                                 |
| 加拿大                              | 2.9                                 |
| 波蘭                                | 1.5                                 |
|                                     | 1.3                                 |
| 芬兰                                | 1.0                                 |
| 美国                                | 1.0                                 |
| 世界                                | 22.7                                |
| 联合国粮食及农业组织統計部門        |                                     |

燕麦生长在温带区域。相比起其他谷物（如小麦、黑麦、大麦），它对夏天温度要求较低，能承受更多的雨水。因此，燕麦的种植在拥有冷湿夏季的区域（如欧洲西北部）尤为重要。为了延长種物的生长季节，燕麦甚至也在冰岛种植。燕麦是一年生植物，可以在秋天（在夏末收获）或春天（在早秋收获）种植。燕麦早在摩诃婆罗多时代就被种植在喜马拉雅山脉的高处峡谷里（例如现今印度的喜马偕尔邦）。在那里，燕麦被叫做jau。这里的气候不适合种植稻米，小麦或小米。 

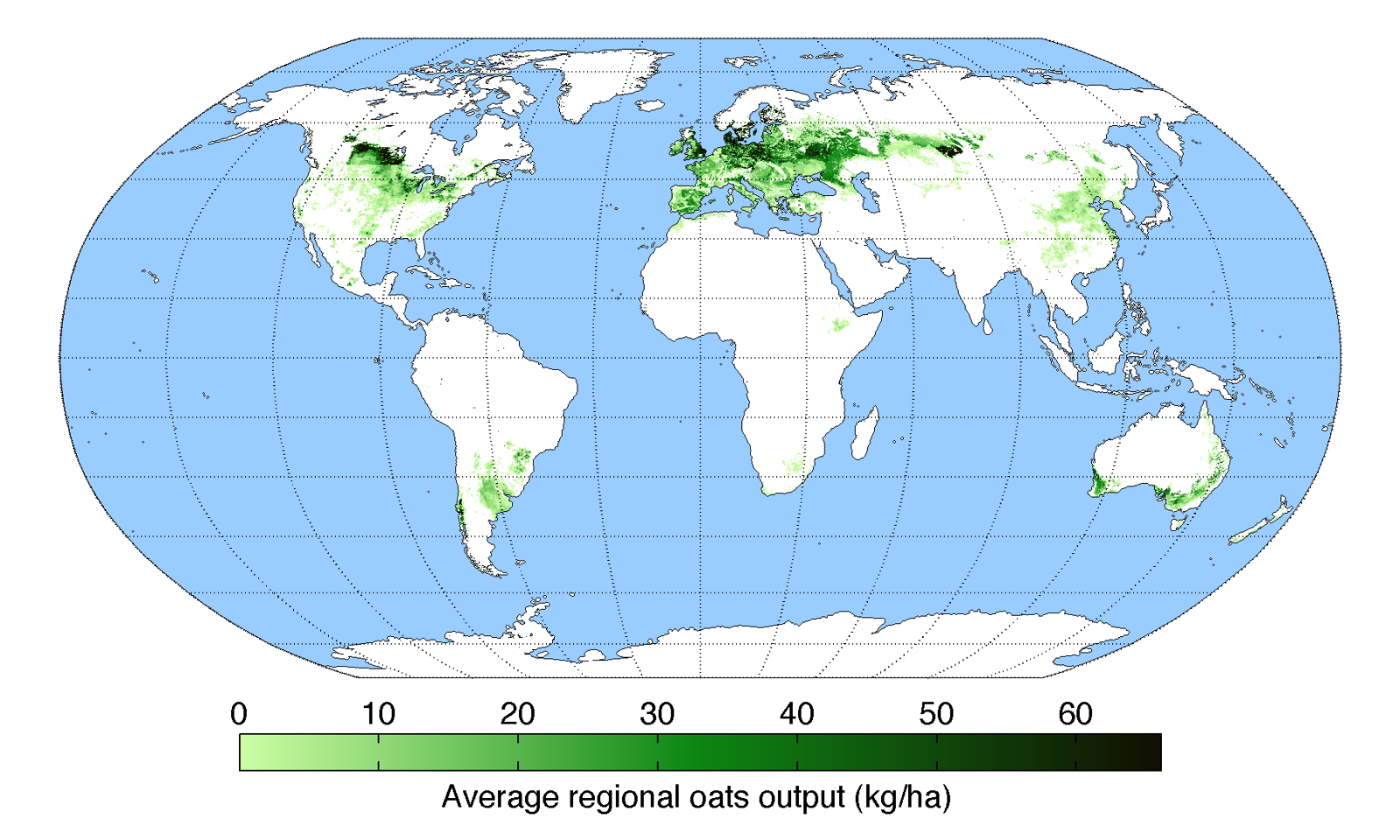
2008年世界燕麦产量

### 產量
2014年全世界燕麦的生產量為2270萬公吨，產量最多的是俄羅斯的530萬公吨，佔總生產量的23%，其他主要生產國有加拿大、波蘭及澳洲。

## 食用
燕麦在西方食品中主要用来做麦片粥，或和果汁香料等混合一起焙制成一种干燥食品，泡在牛奶中做早餐。燕麦粥可以搭配多种食品，做出许多健康花样早餐。如蓝莓燕麦粥、甜苹果馅饼燕麦粥。俄罗斯人非常欣赏燕麦做的黑面包，现代由于认为燕麦是低热量的健康食品，需求量大产量又低，价格要比小麦高。在俄罗斯黑面包要比小麦粉作的白面包昂贵许多。
燕麦还可以酿造啤酒和威士忌，著名的苏格兰威士忌酒中就有燕麦酿造的。
燕麦产量较低，美国平均一公顷产量3.5吨。由于穗散，收获时还要损失10%左右，所以价格更为昂贵。以前只有不得已时才种植燕麦，這種糧食一般人用來餵馬；但随着需求增长，许多适宜地区反而加大了种植面积。
燕麥奶（Oatmilk）是一種以燕麥胚芽製成的植物奶類飲品，主要是作為一種動物奶的替代品，以供對動物奶或乳醣敏感的人使用。燕麥奶的特點是脂肪含量比較低。

## 健康

### 營養成份
燕麦因為富含多種必須營養素，被現代人視為是健康食品。每100克的燕麦熱量為389千卡，是以下營養素的優良來源（excellent source，含量超過每日摄入量，DV的20%）：蛋白質（佔DV的34%）、膳食纖維（DV的44%）、多種維生素B及多種膳食礦物質，尤其是錳（DV的233%）。燕麦中有66%為醣类（包括11%的膳食纖維及4%的燕麥β-葡聚醣）、7%的脂肪及17%的蛋白質。
燕麦因可以使膽固醇下降，而被視為是健康食品
。

### 可溶性膳食纖維
燕麥麩皮是燕麥的外殼。每週食用數次可以降低LDL和總膽固醇，可以降低心臟病的風險。
燕麥麩皮中含有的膳食纖維燕麥β-葡聚醣，已被證實可以降低膽固醇。
在研究報告指出膳食纖維可以降低膽固醇後，美國美国食品药品监督管理局（FDA）發佈了最終原則，若食品中含有來自全燕麥（燕麥麩皮、燕麥粉、大燕麥片）的水溶纖維時，食品可以進行食品標籤上的健康聲明，標示每天攝取這類食品中的水溶纖維達3克時，可以減少心臟病的風險。為了方便量化上述的健康聲明，這類食品每一份中至少需有0.75克的水溶纖維。
β-D-葡聚醣一般會簡稱為β-葡聚醣，是一系列難消化的多醣，存在於像穀物、大麥、酵母，細菌，藻類和蘑菇等食物中。β-葡聚醣會位在燕麦、大麥及其他穀物胚乳細胞壁中。β-葡聚醣的健康聲明可以適用在燕麥麩皮、大燕麥片、全燕麥穀粉以及oatrim（一種由燕麥麩皮或全燕麥穀粉經α-澱粉酶水解後產生的可溶成份）
燕麦β-葡聚醣是高黏度的多醣，由單醣D-葡萄糖所組合而成。燕麦β-葡聚醣是由混合鏈的多醣組成，其中D-葡萄糖或是D-吡喃葡萄糖之間的化學鍵可能是β-1, 3鍵結或是β-1, 4鍵結。這種β-葡聚醣也稱為混合鏈(1→3), (1→4)-β-D-葡聚醣。(1→3)鍵結破壞了β-D-葡聚醣的均勻結構，讓其可溶而且有柔性。不同燕麦製品中β-葡聚醣的含量分別是：燕麥麩皮5.5% 至23.0%、大燕麥片約4%，全燕麥穀粉約4%。

### 蛋白質
燕麦是唯一含有類似球蛋白蛋白質：燕麦球蛋白（avenalin）的穀類，約佔其儲存蛋白質的80%。球蛋白的特點是其在稀鹽水中的溶解度，和其他典型的穀物蛋白質（麸质、玉米蛋白及醇溶蛋白）不同。燕麦中其他較少數的蛋白質有醇溶蛋白及燕麦蛋白（avenin）。
燕麦蛋白質的含量大致接近豆類蛋白質，世界衛生組織研究指出接近肉類、牛奶及蛋類中蛋白質。無殼燕麥籽粒的蛋白質含量在12%至24%之間，是穀物中最高的。

### 乳糜泻
乳糜泻是對麸质蛋白質持續性不耐受的疾病，和個人基因有關，在已開發國家的盛行率約為1%。在小麥、大麦、黑麦、燕麦以及其特有種及雜交種中都有麸质的存在，麸质包括了數百種的蛋白質，其中許多的醇溶蛋白。
燕麦中的醇溶蛋白稱為燕麥球蛋白（Avenin），類似小麥中的麥膠蛋白、大麦中的大麥醇溶蛋白及黑麦中的裸麥醇溶蛋白，這些都通稱為麸质。燕麥球蛋白對乳糜泻患者的毒性和食用的燕麥栽培品种有關，因為不同品种的醇溶蛋白基因、蛋白質胺基酸序列、以及醇溶蛋白的免疫反應有關。而且燕麦製品在採收、運送、貯存及處理的過程也常受到其他含麸质穀類的交叉污染。純的燕麦所含的麸质少於小麥、大麦、黑麦或其混合種麸质含量的20ppm。

### 燕麦製品及衍生產品
- 出口乾草（英语：Export hay）
- 木斯里
- 燕麥麵包（英语：Oat bread）
- 燕麥餅
- 燕麥片
- 植物奶
- Parkin蛋糕（英语：Parkin (cake)）
- 餬
- 大燕麥片（英语：Rolled oats）（軋麥片）
- 燕麥碎粒（英语：Steel-cut oats）

### 主要燕麦公司
- Jordans燕麥公司（英语：Jordans (company)）
- Mornflake（英语：Mornflake）
- 桂格燕麥公司

## 延伸阅读
[在维基数据编辑]
 《植物名實圖考·燕麥》，出自吳其濬《植物名實圖考》